# Eduardo Lagos
Eduardo Lagos (1929-2009) fue un músico, pianista, compositor, periodista y médico oftalmólogo argentino, considerado como el padre de la música de proyección folclórica en Argentina.
En la década de 1960, durante el llamado boom del folklore, fue uno de los más destacados innovadores de la música folclórica de Argentina, hecho por el que es reconocido como padre de la música de proyección folclórica en ese país. 
Lagos fue también el eje de una serie de reuniones de improvisación y experimentación folclórica informal en su casa, bautizadas humorísticamente por Hugo Díaz como folkloréishons, que a la manera de las jam sessions del jazz, solía reunir a Lagos, con otros músicos como Astor Piazzolla, Hugo Díaz, Domingo Cura, Oscar Cardozo Ocampo, Alfredo Remus, Jorge López Ruiz y Oscar López Ruiz, entre otros. Por entonces Lagos escribía:

Sabemos perfectamente que no estamos «haciendo folclore», pues el folclore ya está hecho y, a lo sumo, podremos hurgar en su esencia y en sus raíces para proyectarlo hacia hoy.
Eduardo Lagos

Entre sus canciones más conocidas se encuentran la chacarera "La oncena". Su álbum más conocido e influyente es Así nos gusta (1969), en el que participa Astor Piazzolla.
En 2005 la Fundación Konex le otorgó la Mención Especial de los Premios Konex por su destacado aporte a la Música Popular argentina.

## Discografía
- Así nos gusta (1969)
- Tono & dominante (1977)
- Pianissimo, con Oscar Alem (1985)
- Dialecto, con Jorge González (bajo) y Pocho Lapouble (batería) (1990)
- Folkloreishons Vol. 1 (2005)
- Folkloreishons Vol. 2 (2006)
- Folkloreishons Vol. 3 (2007)

## Filmografía
Música
- El salame  (1969)
- Este loco... loco Buenos Aires  (1973) dir. Fernando Siro
- Contigo y aquí  (1974)
- En el gran circo  (1974)
- Los días que me diste  (1975)
- Sapucay, mi pueblo  (1997)

Temas musicales
- El salame  (1969)